# Punk jazz

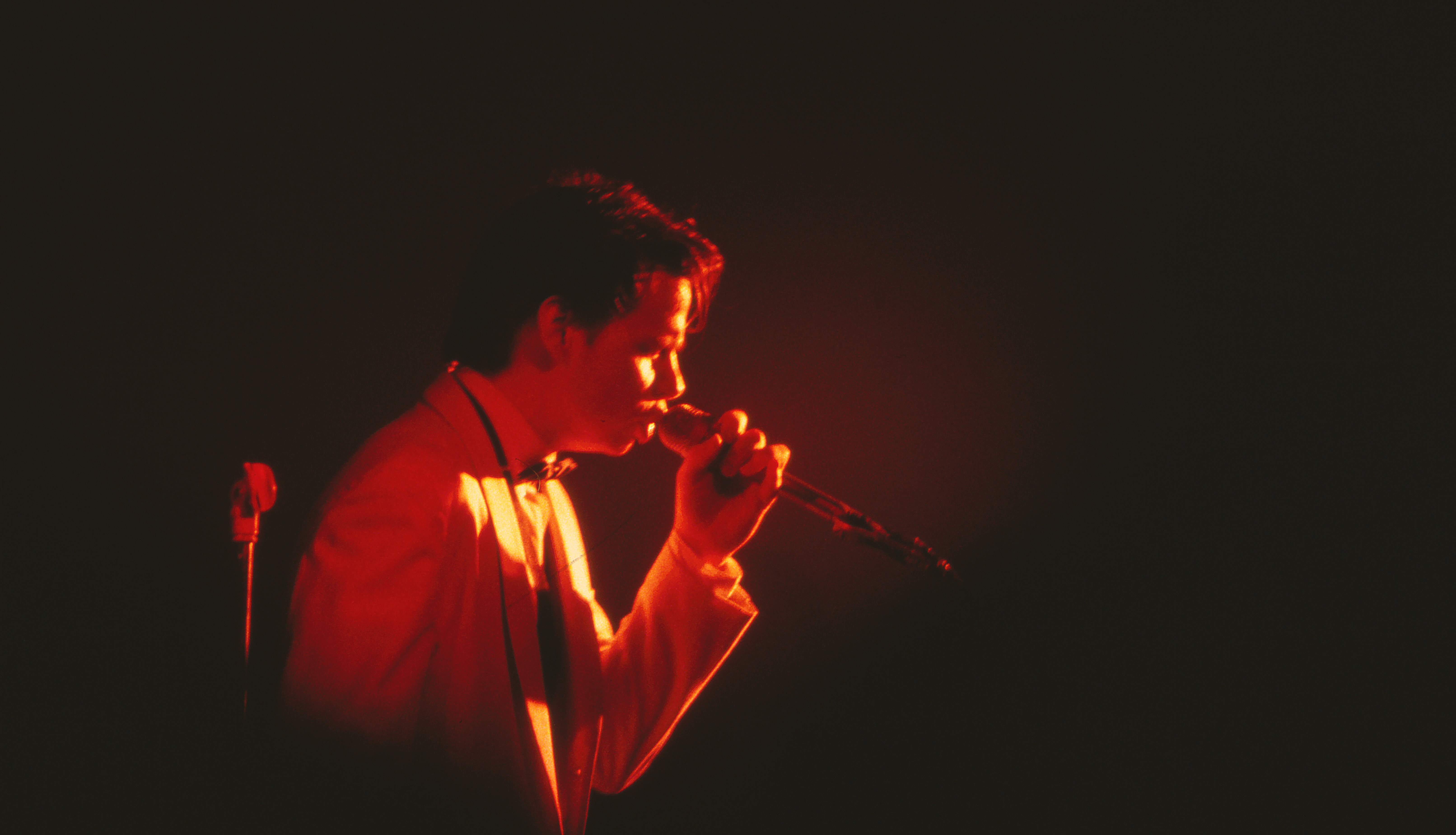
Koncert Jamesa Chance'a w Berlinie w 1981

Punk jazz (zwany też jazz punk) – gatunek, łączący specyficzne gatunki jazzu z lat 60. i 70. (zwłaszcza free jazz i jazz fusion) z szybkim tempem i instrumentami typowymi dla punk rocka (zazwyczaj eksperymentalne gatunki takie, jak no wave i hardcore punk). Zespołami gatunku, które zdobyły większą popularność są: Naked City (i część projektów Johna Zorna), Nomeansno, The Lounge Lizards, James Chance and the Contortions. Chociaż względnie najwięcej wykonawców kojarzonych z gatunkiem działało w latach 60./70. (eksperymenty free jazzowe Sun Ra, Ornette Colemana czy punkowe Television) i zwłaszcza 80. (grupy no wave i eksperymentalne takie, jak reggae-punkowe Bad Brains czy późne Black Flag), to styl przetrwał w różnych odmianach dalej. W latach 90. miał wpływ na wykonawców post-hardcore'owych (Drive Like Jehu, Cap n'Jazz, Refused), awangardowych (Diamanda Galás), a także na powstanie jazzcore'u/jazz metalu, gatunku łączącego metalcore z jazzem (przedstawiciele: Zu, Pain Killer, Ephel Duath, Naked City). Polskim przedstawicielem punk jazzu była grupa Śmierć Kliniczna.